# 무안 도산사
도산사는 대한민국 전라남도 무안군 운남면에 있다. 2009년 4월 16일 무안군의 향토문화유산 제6호로 지정되었다.

## 개요
도산사는 1558년 임진왜란 당시 남해현령으로 원균을 따라 사천에서 공을 세운 기효근(奇孝謹)의 위패를 모실 명당자리를 찾다 지금의 성내리 도원마을에 안장하게 되었다. 조선 선조(宣祖)가 공신지를 하사하였으며 1930년부터 향교 유림들의 발의로 기효근(奇孝謹), 기자헌(奇自獻), 수허당 (守虛堂) 기종헌(奇宗獻), 삼선생(三先生)의 충절(忠節)을 추모하기 위하여 사우를 건립하고 지금껏 음력 2월 22일에 제를 모시고 있다. 기자헌(1562~1624)은 조선 중기 문신으로 대사헌, 우의정, 좌의정을 역임하였으며 광해군 즉위 때 공헌하였다. 도산사는 1997년 새로 증축하였으며 현재는 행주기씨 문중에서 관리하고 있다.

## 같이 보기
- 기효근
- 기자헌
- 기종헌